# Calciumiodat
Calciumiodat ist eine chemische Verbindung bestehend aus den Elementen Calcium, Iod und Sauerstoff  mit der Summenformel CaI2O6. Es ist das Calciumsalz der Iodsäure.
In der Natur kommt Calciumiodat in Form zweier Minerale vor: Als Anhydrat Lautarit und als Monohydrat Brüggenit (Ca(IO3)2·H2O).
Beide kristallisieren monoklin in der Kristallklasse 2/m.

## Gewinnung
Calciumiodat kann durch Oxidation aus Calciumiodid gewonnen werden.

## Verwendung
Calcium-Cadmiumiodat wird als Antiseptikum in der Medizin und Deodorants verwendet. Calciumiodat findet als Futtermittelzusatz Anwendung.